# Officier supérieur
Pour les articles homonymes, voir Officier (homonymie).
 (mars 2022).
Si vous disposez d'ouvrages ou d'articles de référence ou si vous connaissez des sites web de qualité traitant du thème abordé ici, merci de compléter l'article en donnant les références utiles à sa vérifiabilité et en les liant à la section « Notes et références ».
Un officier supérieur est un officier militaire appartenant à la catégorie intermédiaire entre celle des officiers subalternes et celle des officiers généraux. C'est un officier qui exerce des fonctions d'encadrement au sein d'un corps de troupe[pas clair] ou d'un état-major ; ou de commandement d'une formation importante : bataillon, régiment, brigade, navire, escadre aérienne, base navale ou aérienne. Les officiers généraux sont choisis le plus souvent parmi les officiers supérieurs ayant exercé de tels commandements[pas clair]. La composition et les types de grades[pas clair] d'officiers supérieurs[Lesquels ?] varient selon les pays et les forces armées.

## En France
Les trois grades d'officiers supérieurs de l'Armée française sont, par ordre croissant :
- « commandant », « chef de bataillon », « chef d'escadron » ou « chef d'escadrons[1]» dans l'Armée de terre et la Gendarmerie nationale, « commandant » dans l'Armée de l'air, « capitaine de corvette » dans la Marine nationale ;
- « lieutenant-colonel » dans l'Armée de terre, l'Armée de l'air et la Gendarmerie nationale, « capitaine de frégate » dans la Marine nationale ;
- « colonel » dans l'Armée de terre, l'Armée de l'air et la Gendarmerie nationale, « capitaine de vaisseau » dans la Marine nationale.

## En Suisse
Dans l'Armée suisse, les officiers supérieurs sont hiérarchiquement situés entre les capitaines et les officiers généraux . Il existe trois grades d'officiers supérieurs :
- major ;
- lieutenant-colonel ;
- colonel.

Les insignes de grades des officiers supérieurs sont des bandes larges, vulgairement appelées « nouilles », tandis que les officiers subalternes et les capitaines sont représentés par des bandes fines — « spaghettis » — et que les officiers généraux portent des « edelweiss ».